# Llista de personatges de Slam Dunk
Aquesta és la llista de personatges del manga i anime Slam Dunk.

## Shohoku

### Hanamichi Sakuragi
Alçada: 1,88 m --> 1,892 m
Dorsal a la samarreta: 10
Marca de sabatilles: Nike Air Jordan VI, Nike Air Jordan I
És el protagonista. Sakuragi és un estudiant de secundària agressiu i una mica problemàtic, per culpa del seu difícil caràcter i la seva mala reputació, és rebutjat constantment per les noies, arribant a un total de 50 rebutjos. L'última noia que el va rebutjar ho va fer en favor d'un jugador de bàsquet, de manera que en Sakuragi odia el bàsquet i tot el que hi té a veure. Tot canvia, però, quan Haruko, una noia de la qual s'enamora a l'instant, li pregunta si hi juga. És llavors quan Sakuragi decideix unir-se a l'equip de l'institut Shohoku. Des de bon principi manté una relació d'odi amb en Kaede Rukawa, ja que la Haruko confessa estar-ne enamorada.
Al llarg de la història Sakuragi evoluciona notablement com a jugador de bàsquet i esdevé un dels pilars de l'equip. Al principi destaca simplement per la seva intensitat en el joc, fruit de la seva alçada, potència, velocitat i capacitat de salt. Així en un bon principi la seva tasca principal consisteix a capturar rebots. Ofensivament, inicialment els seus recursos es limiten a saber fer entrades a cistella (sense un 100% fiabilitat) i a fer esmaixades. Partit a partit, però, va millorant, acabant sent segurament el jugador més complet del Shohoku. Així doncs, a les seves habilitats rebotejadores i intimidadores, hi suma la capacitat de llençar tant des de sota la cistella com des de fora, convertint-se així en un recurs ofensiu més per al Shohoku. A més a més, també adquireix capacitats de fer fintes de tir. D'aquesta manera, al final de la sèrie ens trobem amb un excel·lent rebotejador que és tot intensitat en defensa, un jugador molt útil en atac gràcies al seu llançament i capacitat de salt.

### Kaede Rukawa
Alçada: 1,87 m
Dorsal a la samarreta: 11
Marca de sabatilles: Nike
En Rukawa és un jugador de primer any (igual que en Sakuragi) que ve de ser un dels millors jugador de l'institut. Quan arriba al Shohoku ràpidament es crea una enemistat amb en Sakuragi, bàsicament per l'èxit que té amb les noies i més concretament amb la Haruko, fet que desperta l'enveja del pel-roig.
Basquetbolísticament, segurament sigui tècnicament el millor jugador, no tan sols del Shohoku sinó també de tota la prefectura. No obstant, el seu joc, té un important defecte, i és que és massa individualista. A més a més no destaca especialment en defensa, i el seu esperit d'equip i lideratge brillen per la seva absència. Es podria dir que juga exclusivament per si mateix. Com es veurà al final del manga, es pot convertir en millor jugador si fa servir la seva gran visió de joc i habilitat de passada.
Durant el torneig de Kanagawa és escollit, juntament amb en Maki, en Sendoh, en Jin i l'Akagi, en el cinquet ideal de la competició.

### Ryota Miyagi
És el base de l'equip. Està enamorat de l'Ayako, la mànager de l'equip, raó per la qual s'uneix a l'equip. Té una actitud molt desafiadora, cosa que l'havia fet involucrar-se en moltes baralles en el passat, fins que va acabar a l'hospital, raó per la qual s'afegeix a l'equip més tard que en Sakuragi i en Rukawa. És el jugador més baix de l'equip, però també el més ràpid i àgil, i té una gran capacitat de salt i dribbling, essent les fintes el seu punt fort. Aviat destaca com un dels millors bases de l'estat de Kanagawa, competint d'igual a igual amb algunes llegendes de la regió com Kenji Fujima (del Shoyo) i Shinichi Maki (del Kainan). Es forma una gran amistat entre en Sakuragi i ell degut a les similituds entre ells: ambdós tenen una personalitat conflictiva i són sempre rebutjat per les noies, però no supera el record de carbasses d'en Sakuragi. Quan comença el campionat d'hivern es converteix en el nou capità rellevant a l'Akagi que ha hagut de deixar l'equip pels estudis.

### Hisashi Mitsui
És l'últim a incorporar-se a l'equip. És un gran tirador, destresa que el converteix en un jugador molt valuós en l'equip. En el seu passat, a l'institut Takeishi, va guanyar la final del Campionat Nacional amb un buzzer beater i va ser anomenat MVP del torneig. Una lesió al genoll va frenar temporalment la seva progressió, però va transformar-lo en un noi rebel i un busca-raons. Va acabar també a l'hospital després d'una baralla amb en Miyagi, i va agredir a jugadors del Shohoku abans de la seva incorporació a l'equip. Després de suplicar-li de genolls a l'entrenador Anzai la seva readmissió a l'equip, aquest hi accedeix, és llavors quan en Mitsui jura no tornar a barallar-se i ajudar l'equip a guanyar el campionat. En el campionat d'hivern, després del campionat d'estiu que surt a la sèrie, Mitsui s'esforçarà per aconseguir una beca esportiva en alguna universitat.

### Takenori Akagi
Akagi és el germà gran de la Haruko i capità de l'equip. Té el malnom de "Gori" o "Goril·la". És el més alt i fort de l'equip, i juga de pivot. És seleccionat com uns dels millors cinc jugadors de Kanagawa i se'l considera un dels millors pivots del país. El seu somni és guanyar el campionat nacional i poder-se dedicar al bàsquet professionalment. Es pren el bàsquet molt seriosament i sovint ha de mantenir a ratlla els seus companys d'equip. A primera vista sembla un noi molt dur i estricte, però demostra tenir un bon cor i és molt bon amic dels seus amics. La seva especialitat és "l'esmaixada del goril·la".

### Kiminobu Kogure
Sub-capità de l'equip. Quan en Sakuragi, en Rukawa, en Miyagi i en Mitsui entren a l'equip, en Kogura es converteix en el sisè home. Rep el malnom de "Quatre ulls" gràcies a en Sakuragi. És un bon tirador i sempre dona suport moral als seus companys. Juga a bàsquet des de ben petit, i és així com va conèixer a l'Akagi, el seu millor amic, i amb qui comparteix el somni de guanyar el campionat nacional. L'any en què s'incorpora en Sakuragi a l'equip és el seu últim any a l'institut Shohoku. És una persona comprensiva, flexible i pacífica, i s'esforça molt per millorar i assolir els seus objectius.

### Yasuharu Yasuda
És el base suplent de l'equip, té un caràcter tranquil.

### Tetsui Jiosaki
Es el suplent d'en Rukawa.

## Ryonan
L'institut Ryonan és un dels millors equips de bàsquet de la prefectura de Kanagawa. Malgrat que l'any passat no van aconseguir classificar-se, volen aconseguir-ho i arribar a guanyar el campiona nacional.

### Akira Sendoh
És el millor jugador del Ryonan. Se'l considera un geni, hi ha gent que el considera el millor jugador de Kanagawa per sobre d'en Maki, malgrat la seva altura i que habitualment juga d'aler, és un jugador molt polivalent capaç de jugar també de base com es veu en el partit contra el Kainan. Manté una gran rivalitat amb Rukawa, al que avantatja per ser un any més gran i pel seu concepte col·lectiu del joc. És molt popular entre les noies. Quan l'Uozumi deixa l'equip, en Sendoh es converteix en el capità.

### Jun Uozumi
És el capità i pivot de l'equip, i l'etern rival de l'Akagi. Quan el Ryonan és eliminat a la final del campionat estatal, decideix deixar el bàsquet i seguir els passos del seu pare, convertint-se en cuiner. Rep el malnom de "Rei de les mones" gràcies a en Sakuragi.

### Kicchou Fukuda
Tot i que no apareix gaire a la sèrie, se sap que freqüenta les pistes de bàsquet a l'aire lliure que hi ha per la ciutat. Esdevé el rival d'en Sakuragi en la final estatal. Es tracta d'un jugador amb un poder ofensiu al mateix nivell que en Sendoh, l'estrella del seu equip, fet que es potencia degut al bon enteniment que tenen els dos als partits. El seu punt débil però, és la defensa.

### Hiroaki Koshino
És l'escolta de l'equip. És bon llançador de tres punts i rival d'en Mitsui. No obstant, se'l considera inferior a en Mitsui i a en Jin.

### Ryoji Ikegami
Juga d'aler pivot i és el segon capità de l'equip. Es tracta del millor defensor del Ryonan. Per això se li encarrega la tasca de marcar en Mitsui durant el partit contra el Shohoku per frenar els seus llançaments.

### Tomoyuki Uekusa
És el base, és un jugador que comet molt pocs errors.

## Kainan
El Kainan és el millor equip de tot Kanagawa, porta 17 anys seguits classificant-se pel campionat nacional, fet que els converteix en un dels millors equips de tot el país. L'any passat però, són eliminats a semifinals pel Sannoh, el que llavors es converteix en el campió. Queden com a primers a la prefectura de Kanagawa guanyant a Shohoku i Ryonan. Se sap que queden subcampions al campionat nacionals.

### Shinichi Maki
És el capità de l'equip i juga a la posició de base. Se'l considera un dels millors jugadors a nivell nacional gràcies al seu caràcter guanyador, i la seva capacitat tant per anotar com per assistir, no obstant, on realment destaca Maki és en les seves condicions físiques: és inusualment alt per ser un base, ràpid i molt fort, fet que li permet encistellar malgrat que li facin faltes. Va ser escollit com un dels cinc millors jugadors de Kanagawa, sent considerat el millor jugador de la prefectura. Al final de la història, en Maki deixa el bàsquet per dedicar-se plenament a una altra de les seves grans aficions: el surf.

### Soichiro Jin
És l'escolta de l'equip i és un jugador de segon any. Quan va entrar al Kainan, la seva intenció era jugar de pivot, no obstant se li va denegar, ja que no era un jugador amb una constitució forta. A partir de llavors es va dedicar a practicar el llançament de tres punts, fent 500 tirs cada dia, fins a arribar a convertir-se en un tirador infalible. A més de ser un expert llançant de 3 punts també se li veu alguna assistència de mèrit en alguns partits, igual que en Maki, va ser elegit com un dels millors cinc jugadors de Kanagawa. És el màxim anotador de la prefectura per davant d'en Rukawa, amb una mitjana de 30,6 punts per partit.

### Nobunaga Kyota
És l'únic jugador de primer del Kainan i juga a la posició d'aler. És molt cregut arribant-se a autoproclamar-se com a millor jugador de primer malgrat ser clarament inferior a en Rukawa, la seva personalitat coincideix amb la d'en Hanamichi, i també odia a en Rukawa. No obstant, en Kyota és un jugador amb grans condicions i una potència de salt increïble que li permet fer esmaixades malgrat no ser molt alt (178 cm). Sakuragi li don el sobrenom de "Mico filós".

### Yoshinori Miyamasu
Tot i les seves poques aparicions a la sèrie, és un bon tirador de triples.

### Kasuma Takasago
És el pivot del Kainan, és un dels millors pivots de Kanagawa. Tot i això, sembla inferior a Uozumi, Hanagata i Akagi, que són els 3 grans pivots que rivalitzen com a millor pivot de la prefectura.

## Shoyo
L'any abans de començar la serie el Shoyo és considerat el segon millor equip de la prefectura de Kanagawa, ja que l'any passat es van classificar pel campionat juntament amb el Kainan, però van caure eliminats a la primera ronda del campionan nacional davant el Toyotama.

### Kenji Fujima
És el base de l'equip, a la vegada que és l'entrenador de l'equip, cosa que provoca que el seu rendiment se'n ressenti. És molt hàbil i sap dirigir molt bé als seus companys a la pista. En Maki el considera el seu major rival a Kanagawa.

### Toru Hanagata
És el pivot de l'equip, considerat el segon millor jugador després d'en Fujima. Adquireix el rol de líder de l'equip quan aquest està a la banqueta fent les funcions d'entrenador. És un dels millors pivots de la prefectura. A diferència però, de l'Uozumi o l'Akagi, que són dos grans pivots que destaquen més per la seva fortalesa física i la seva força. Hanagata és un pivot tècnic habilidós, conegut pel seu llançament "fade away" que és molt complicat d'aturar.

### Kazushi Hasegawa
És el gran rival d'en Mitsui, es un bon jugador de l'equip.

## Toyotama
El segon classificat de la prefectura d'Osaka, i primer rival amb el que es topa el Shohoku al campionat nacional. El Toyotama destaca per un joc molt ràpid i ofensiu, gràcies a la seva estratègia de 80% atac 20% defensa. Això l'ha convertit en un dels millors sinó el millor equip nacional a nivell ofensiu, ja que en gairebé tots els seus partits supera els 100 punts. No obstant, aquesta estratègia tan ofensiva provoca que sigui un equip molt débil a nivell defensiu.

### Tsuyoshi Minami
Jugador de tercer any. És el capità i estrella de l'equip. Juga a la posició d'aler i és el màxim anotador de la prefectura d'Osaka. Destaca pels seus tirs de 3 punts i per les seves assistències, fet que el converteixen en un jugador de nivell nacional. Se'l coneix pel nom de "Ace Killer" (assassí d'estrelles) perquè a l'edició anterior va lesionar a Kenji Fujima, fet que va permetre al Toyotama guanyar el partit. Durant el partit contra el Shohoku lesiona un ull a en Rukawa d'un cop de colze.

### Minori Kishimoto
Jugador de tercer any. Juga a la posició d'aler pivot. És considerat el segon millor jugador de l'equip i és el segon màxim anotador de la prefectura d'Osaka per darrere d'en Minami. Es tracta d'un gran anotador, capaç de traspassar la defensa d'en Sakuragi. Té una personalitat molt arrogant i despectiva amb tothom.

### Daijiro Itakura
Jugador de segon any. Juga a la posició de base. És el tercer màxim anotador de la prefectura d'Osaka amb una mitja de 25 punts. Itakura és un base alt (183 cm) que aprofita la seva alçada per treure profit de la seva gran capacitat de tir tant de llarga com de mitjana distància. Té una personalitat arrogant i provocadora davant en Miyagi, especialment per la diferència d'alçada entre els dos.

## Sannoh
El millor equip de totes les preparatòries del Japó. Guanyador durant tres anys consecutius del campionat nacional. Prové de la prefectura d'Akita. Malgrat aquesta reputació d'equip invencible, el Sannoh és un equip molt analític amb els seus rivals i mai es relaxen ni subestimen els seus contrincants per molt febles que semblin.

### Eiji Sawakita
Jugador de segon any. Juga a la posició d'aler. És considerat el millor jugador de tot el Japó. Imparable en l'1 contra 1 pel seu dribbling i la seva increïble velocitat, capaç tant d'encistellar de llarga distància com d'internar-se dins de les defenses i clavar esmaixades o modificar el salt per esquivar els bloquejos de jugadors com l'Akagi. No obstant, les seves capacitats defensives són igual de bones que les ofensives. No deixa cap obertura, i és molt difícil de traspassar fins i tot per un jugador com en Rukawa, a més la seva velocitat li permet recuperar la posició malgrat haver estat superat inicialment. En Sendoh arriba a mencionar que és l'únic jugador al que no va poder derrotar a la secundària. No obstant, malgrat la seva aparença d'invencible, encara té un defecte: la seva pérdua de concentració en alguns moments dels partits.

### Masashi Kawata
Jugador de tercer any. Juga a la posició de pivot. Molts el consideren el millor pivot del Japó. Se l'anomena el jugador de les tres posicions, perquè quan era un jugador de primer media només media 165 cm i es desenvolupava com a base, a segon però, va créixer 25 cm i va passar a jugar d'aler pivot, per acabar jugant com a pivot al seu tercer any. Aquesta evolució ha fet que Masashi sigui un pivot atípic, ja que a més de ser fort, potent, dominant sota cistella i un gran rebotejador, és ràpid i tècnic, capaç d'encistellar fins i tot tirs de 3 punts. Per això és un pivot capaç de jugar tant per l'interior com per l'exterior.

### Kazunari Fukatsu
Jugador de tercer any. És el capità de l'equip i juga a la posició de base. Fukatsu és considerat un dels millors bases de tot el Japó. És un jugador que mai perd la calma sigui quina sigui la situació, té una gran capacitat per organitzar l'equip i és un gran assistent. A més quan la situació ho requereix pot encarregar-se d'anotar sense cap problema. Sol treure profit del fet que és un base alt (181 cm) tant per anotar com per assistir. A nivell defensiu és un jugador molt intens i enganxós que executa una gran pressió al seu contrari, i que deixa pràcticament cap obertura a la seva defensa.

### Masahiro Nobe
Jugador de tercer any. Juga a la posició d'aler pivot. Donat la gran capacitat anotador del seus companys d'equip, Nobe és un jugador que s'ha especialitzat en els rebots fins a convertir-se en un rebotejador de nivell nacional, que considera que l'únic que el supera en aquest camp és el seu company d'equip Masashi Kawata.

### Minoru Matsumoto
Jugador de tercer any. Juga a la posició d'escolta. Malgrat que no es veu amb prou claredat és don a entendre que Matsumoto és un jugador excel·lent en tots els àmbits del bàsquet, ja que es diu que probablement seria l'estrella de l'equip de no ser per la presència de Sawakita.

### Satoshi Ichinokura
Jugador de segon any. Juga a la posició d'escolta. Ichinokura és un especialista en defensa de nivell nacional. El Sannoh el fa servir per marcar als tiradors dels equips contraris durant algunes fases del partit per anul·lar-los i cansar-los. La seva defensa és molt intensa i enganxosa sense decaure mai la pressió gràcies a la seva immillorable resistència física.

### Mikio Kawata
Jugador de primer any. Pot jugar a la posició de pivot o d'aler pivot. És el jugador més alt de tot el torneig (210 cm) i probablement el que pesa més (130 kg). Aprofita la seva mida i el seu pes per col·locar-se sota el taulell, girar-se i encistellar des de sota la cistella de forma fàcil. No obstant, al tractar-se d'un jugador de primer que porta molt poc temps jugant a bàsquet només sap fer aquesta jugada.

## Altres Jugadors del Campionat Nacional

### Hiroshi Morishige
Jugador de primer any. Juga a la posició de pivot. És l'estrella de l'institut Meihou, de la prefectura d'Aichi, el qual es classifica en la primera posició de la prefectura, lloc que habitualment ocupava l'Aiwa. Morishige es presentat com el pivot més poderós i dominant físicament de tot el manga gràcies a les seves grans condicions (199 cm i 100 kg). Els jugadors contraris són incapaços d'aturar-lo ni quan vol entrar a sota cistella ni quan anota d'una poderosa esmaixada que tira als contraris per terra amb la seva força. Fet d'això ho prova que guanyi a l'Aiwa, i els seus números en el seu debut en el campionat nacional quan derroten a l'institu Josei, on Morishige anota 50 punts, agafa 22 rebots i fa 10 bloquejos. En Maki quan el veu pensa que en Takasago sol no el podrà aturar. Es podria considerar que és el gran rival d'en Rukawa per coronar-se com a millor jugador de primer.

### Dai Moroboshi
Jugador de tercer any. És el capità i l'estrella de l'Aiwa, que és considerat un dels 4 millors equips del campionat, i juga a la posició de base. Se l'anomena "Estrella d'Aichi", ja que se'l considera un dels millors jugadors de tot el Japó, de fet, en paraules del seu entrenador és l'únic jugador capaç de derrotar a en Sawakita, tot i que ell mateix reconeix no estar-ne del tot segur. Se sap que és un base amb una gran capacitat per assistir, driblejar i anotar. És lesionat per un cop d'en Hiroshi Morishige durant el partit classificatori entre el Meihou i l'Aiwa, fet que provoca que el Meihou es posi al capdavant del partit amb una diferència enorme, malgrat que Moroboshi torna abans d'acabar i redueix les distàncies, la diferència era tan gran que el Meihou acaba guanyant el partit, i l'Aiwa acaba com a segon classificat.

### Atsushi Tsuchiya
És l'estrella del Daiei, el primer classificat de la prefectura d'Osaka per davant del Toyotama, al qual derroten. Per l'enfocament que se li don i l'anàlisi que fa en Hikoichi d'ell, es tracta del millor jugador d'Osaka, i un dels millors jugadors a nivell nacional. Durant el partit contra el Toyotama es veu que en Kishimoto i la resta de l'equip són incapaços d'aturar-lo. Té una tècnica individual excel·lent i és capaç tant de fer grans assistències com d'anotar. D'acord amb en Hikoichi, es tracta del centre del Daiei, tot el joc passa per ell, per això el seu estil de joc li recorda molt al d'en Sendoh.

## Altres

### Haruko Akagi
És la germana petita de l'Akagi. Estima el bàsquet tant com el seu germà i sempre està animant al Shohoku. Està enamorada d'en Rukawa, tot i que ell sembla ignorar-la completament. En Hanamichi n'està completament enamorat i va ser precisament ella el que va motivar-lo a jugar a bàsquet. L'any següent a l'arribada d'en Sakuragi substitueix a l'Ayako en la funció de mànager.

### Ayako
Mànager de l'equip. Procedeix de l'institut Tomigaoka. Com a assistenta, s'encarrega de l'anotació, controlar el temps, etcètera. Té un caràcter alegre i decidit, però bastant fort i una mica violent en algunes ocasions, i se sap imposar als jugadors de l'equip. És una peça clau en la progressió d'en Sakuragi, a qui anima i ajuda constantment. En Ryota n'està profundament enamorat, cosa de la qual sap aprofitar-se per a aconseguir que aquest posi la màxima intensitat a pista.

### Mitsuyoshi Anzai
Entrenador del Shohoku. Té una gran experiència en el bàsquet, primer com a jugador i després com a entrenador, i és molt respectat en el món del bàsquet. En la seva època de jugador, havia estat reconegut com el millor jugador de tot Japó, portant al seu equip a la victòria en el campionat nacional.
Després de la seva etapa com a jugador, passà a ser entrenador en la universitat. Un fet que el va afectar especialment va ser l'ambiciós jugador prodigi, Yasawa, qui va decidir marxar a jugar als Estats Units, tot i que Anzai li havia insistit que no se n'anés. Allà va enfonsar-se davant l'alt nivell de bàsquet d'aquell país. Temps més tard, Anzai s'assabentà a través de la premsa que en Yasawa havia mort en un accident de cotxe. Quan fou a visitar-lo per última vegada al cementiri, la mare d'en Yasawa li va donar una carta que el seu fill havia escrit per a ell. En ella s'hi llegia que se'n penedia de no haver-li fet cas i lamentava haver deixat l'equip de bàsquet al Japó. Després d'això, Anzai va deixar d'entrenar equips universitaris i passà a ser l'entrenador de l'institut Shohoku. Aquell fet també va transformar-li la personalitat, convertint-lo en una persona excessivament callada i tranquil·la. Això, i la seva aparença física, van fer que comencessin a anomenar-lo "El buddha dels cabells blancs".
Cinc anys més tard, quan en Sakuragi entra a l'equip, l'Anzai li confessa a la seva dona que ara torna a gaudir entrenant un equip de bàsquet. Abans de la final interestatal, un atac de cor fa que hagi de descansar a l'hospital durant el partit del Shohoku contra el Ryonan, però l'equip se'n surt sense la seva presència i li dediquen la victòria.
Entre les seves aptituds com a entrenador, en destaquen la facilitat d'explotar totes les habilitats dels jugadors i la gran capacitat d'improvisar l'estratègia en els partits.

### Colla d'en Hanamichi
Són els amics d'en Hanamichi, sempre s'involucren en baralles i se n'enriuen d'en Sakuragi quan juga a basquet. La colla està formada per en Yohei Mito, que és el millor amic d'en Hanamichi, i uns altres tres: Chuichirou Noma, Yuji Ohkusu i Nozomi Takamiya.

### Dr. T
El Doctor T és un personatge del manga i l'anime Slam Dunk. És l'àlter ego de Takehiko Inoue (l'autor del manga) dins la història. No té nas i porta una gorra de visera cap arrere. Duu el número 23 a la samarreta en honor de l'ex-jugador nord-americà Michael Jordan. Interromp sovint la història per explicar als no entesos del bàsquet tant les regles i jugades del bàsquet com la història d'algunes llegendes de l'esport. És un personatge dibuixat en l'estil super deformed.